# جک بالدوین (شیمیدان)
جک بالدوین (انگلیسی: Jack Baldwin؛ زادهٔ ۸ اوت ۱۹۳۸ - درگذشت ۴ ژانویهٔ ۲۰۲۰ (۸۱ سال)) یک شیمی‌دان اهل بریتانیا است.

## جوایز
- ۱۹۸۴ Paul Karrer Gold Medal در دانشگاه زوریخ
- ۱۹۹۴ عضو افتخاری خارجی فرهنگستان هنر و علوم آمریکا.
- ۲۰۰۲ Nakanishi Prize

وی همچنین برندهٔ جوایزی همچون همکار انجمن سلطنتی شده است.